# Quarrington, Durham
Quarrington var en civil parish från 1866 till 1887 då den blev en del av Cassop cum Quarrington, i grevskapet Durham, i England. Civil parish var belägen 6 km från Durham och hade 329 invånare år 1881.